# 風琴管冰原島峰
風琴管冰原島峰（英語：Organpipe Nunatak），是南極洲的冰原島峰，位於葛拉漢地的詹姆斯羅斯島西北部，海拔高度150米，該島峰現時由南極條約體系管理。
63°59′S 58°7′W / 63.983°S 58.117°W